# 长子南站
长子南站，位于中华人民共和国山西省长治市长子县大堡头镇，是瓦日铁路上唯一一个技术作业站，由中国铁路郑州局集团安阳综合段管辖。

## 歷史
- 建于2014年12月。

## 车站业务
作为瓦日铁路唯一的技术作业站，本站负责到达列车的检查、检测工作。车站日均接发货运列车约120列。
同时为方便沿线铁路职工，本站每天开行有往返于范县站的通勤列车57023/4次。

## 車站周邊
- 228省道
- 铺上村村委会

## 外部連結
- 中国铁路客户服务中心（页面存档备份，存于）